# Andray Baptiste
Andray Baptiste (né le 15 avril 1977 à Grenade) est un joueur de football international grenadien, qui évoluait au poste de gardien de but.

## Biographie

### Carrière en sélection
Avec l'équipe de Grenade, il joue 16 matchs (pour aucun but inscrit) entre 2002 et 2011. 
Il figure notamment dans le groupe des sélectionnés lors des Gold Cup de 2009 et de 2011.